# Jose Francisco Zikán
Jose Francisco Zikán, född den 1 mars 1881 i Teplice, dåvarande Österrike-Ungern, död den 23 maj 1949 i São Paulo, Brasilien, var en brasiliansk entomolog.
Hans intresse för fjärilar och drömmen att resa till ett tropiskt land gjorde att han reste till Brasilien 1902 och kom att samla in ett stort antal insekter i landet. Under sin karriär publicerade han ett sextiotal verk.
1952 förvärvades insamlingen av cirka 150 000 insekter av Instituto Oswaldo Cruz, i samlingen ingår bland annat 57 329 fjärilar, 56 744 skalbaggar och 32 785 steklar.
Auktorsnamnet Zikán kan användas för Jose Francisco Zikán i samband med ett vetenskapligt namn inom zoologin; se Wikipedia-artiklar som länkar till auktorsnamnet.